# Instituto de Tecnología Cerámica
El Instituto de Tecnología Cerámica (ITC) es un instituto mixto concertado instaurado a través del convenio entre la Asociación de Investigación de las Industrias Cerámicas (AICE) y la Universidad Jaime I de Castellón de la Plana (UJI). Nació en 1969 como respuesta a las necesidades y requerimientos de las industrias del clúster cerámico español.
El ITC tiene como objetivo ser el socio tecnológico de las empresas del sector cerámico para ayudar a mejorar la competitividad a través de la innovación, la investigación y desarrollo, los servicios tecnológicos, la asesoría en producto y mercado y una extensa formación en cerámica. En 2006 el ITC creó el Observatorio Cerámico:un sistema de inteligencia competitiva articulado en tres plataformas especializadas: el Observatorio de Mercado, el Observatorio de Tendencias del Hábitat y el Observatorio Tecnológico.